# Juri Fjodorowitsch Orlow

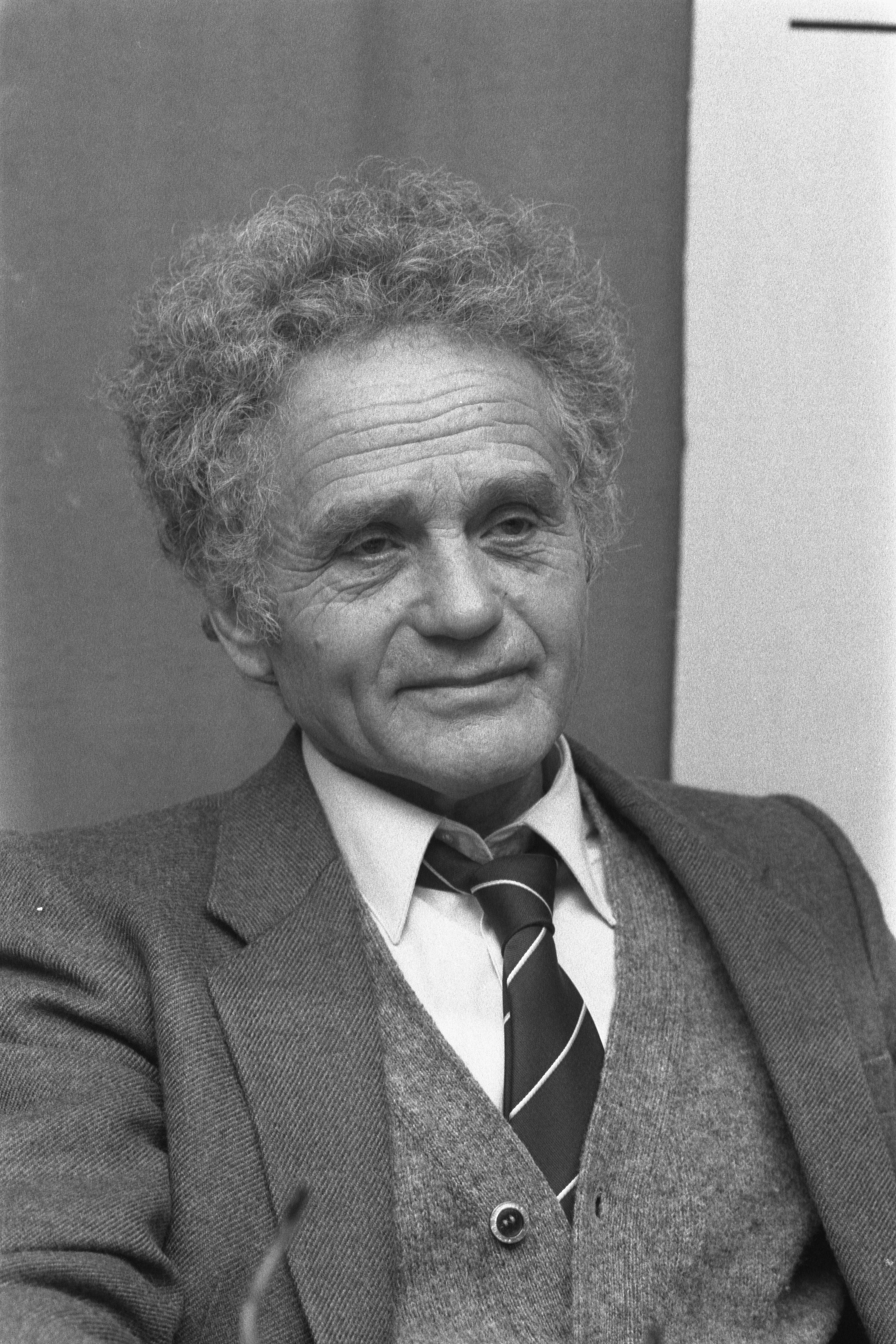
Juri Orlow (1986)

Juri Fjodorowitsch Orlow (russisch Юрий Фёдорович Орлов, englische Transkription Yuri Feodorovich Orlov; * 13. August 1924 in Moskau, Sowjetunion; † 27. September 2020 in Ithaca, New York, Vereinigte Staaten) war ein US-amerikanischer Physiker und sowjetischer Dissident. Für seinen Einsatz für die Menschenrechte wurde er mehrmals ausgezeichnet.

## Leben
Juri Orlow besuchte die Schule in Moskau. Während des Zweiten Weltkriegs half er beim Bau von T-34-Panzern und diente später in der Artillerie. Nach dem Krieg arbeitete er im „Institut für Theoretische und Experimentelle Physik“ (ITEP) in Moskau und arbeitete an einem Protonen-Synchrotron. Dort entwickelte er eine Theorie der nicht-linearen Betatron-Resonanz.
1956 gab er auf einer Parteiversammlung zur Erörterung der Geheimrede Chruschtschows am XX. Parteitag der KPdSU eine Erklärung ab, in der er Stalin und Beria als „Mörder an der Macht“ bezeichnete und die Einführung des demokratischen Sozialismus forderte. Bald darauf wurde er aus der KPdSU ausgeschlossen, ihm wurde der Zugang zur Arbeit mit geheimen Dokumenten verwehrt und er wurde aus dem Institut entlassen. Er wechselte an das Physikalische Institut in Jerewan und arbeitete dort an einem Elektronen-Synchrotron. Er promovierte in Jerewan und erwarb einen zweiten Doktorgrad von der Universität Nowosibirsk.
1973 kehrte er nach Moskau zurück und arbeitete im „Institut für Terrestrischen Magnetismus und Ausbreitung von Radiowellen“. Er schloss sich der Dissidentenbewegung an und wurde bereits ein Jahr nach der Gründung Mitglied im russischen Zweig von Amnesty International. Er persönlich schrieb einen Brief an Leonid Breschnew, in dem er sich für Andrei Sacharow einsetzte. 1976 gründete er die Moskauer Helsinki-Gruppe, die die Einhaltung der Schlussakte von Helsinki in der Sowjetunion überwachte.
1977 wurde Juri Orlow inhaftiert und am 18. Mai 1978 zu sieben Jahren strengem Arbeitslager und fünf Jahren Verbannung wegen „antisowjetischer Propaganda und Agitation“ verurteilt. Seine Haft verbrachte er in Sibirien. Während seiner Lagerhaft gelang es ihm, mehrere Dokumente zu den Menschenrechten in der Sowjetunion zu schreiben und außer Landes schmuggeln zu lassen sowie drei wissenschaftliche Arbeiten zu veröffentlichen.
1986 wurde er im Austausch gegen einen russischen Spion in die Vereinigten Staaten entlassen und ihm wurde die sowjetische Staatsbürgerschaft entzogen.
Ab 1987 arbeitete er an der Cornell University an den Grundlagen der Quantenmechanik. 1988 und 1989 verbrachte er am CERN. Er veröffentlichte mehrere wissenschaftliche Publikationen sowie Artikel über Menschenrechte und eine Autobiographie mit dem Titel „Dangerous Thoughts. Memoirs of a Russian Life“.
1993 wurde er zum Mitglied der American Academy of Arts and Sciences und zum Fellow der American Physical Society (APS) gewählt. 1995 verlieh ihm die APS die Nicholson-Medaille für seinen humanitären Einsatz. 2005 wurde ihm zusätzlich von derselben Gesellschaft der Andrei-Sacharow-Preis verliehen, welcher Wissenschaftler für außerordentlichen Einsatz für die Menschenrechte ehrt. 2006 erhielt er den ersten Andrei Sakharov Prize der APS, für 2021 wurde ihm der Robert R. Wilson Prize der APS zugesprochen.

## Werke
- Ein russisches Leben. Hanser, München 1992, ISBN 3-446-17035-9. (Schreibung des Namens bei dieser Ausgabe: Jurij Orlow)